# Risa nerviosa
La risa nerviosa es la risa que se produce por la expresión de vergüenza, ansiedad, incomodidad o confusión de una persona, en lugar de ser por diversión. La risa nerviosa suele ser menos vigorosa al expresarse que "una buena risa a carcajadas", y puede combinarse con miradas confusas o un silencio incómodo por parte del afectado. La risa nerviosa se considera análoga a una risa de cortesía, que puede ocurrir ante todo por un esfuerzo consciente de se produzca rápido una situación, por ejemplo, cuando un comediante se detiene para esperar la risa.
La risa nerviosa es una reacción física al estrés, tensión, confusión o ansiedad. El neurocientífico Vilayanur S. Ramachandran afirma: "Tenemos una risa nerviosa porque queremos hacernos pensar que esa cosa horrible que encontramos no es tan horrible como parece, es algo que queremos creer". Naturalmente también ocurre con los momentos más embarazosos. El psicólogo y neurocientífico Robert Provine, de la Universidad de Maryland, estudió más de 1.200 "episodios de risa" y determinó que el 80% de la risa no es una respuesta a una broma intencional
Las risas insalubres o "nerviosas" provienen de la garganta. La risa nerviosa no es una verdadera risa, sino una expresión de tensión y ansiedad. En vez de relajar a una persona, la risa nerviosa la estresa aún más. Gran parte de esta risa nerviosa se produce en momentos de alto estrés emocional, especialmente durante los momentos en que un individuo tiene miedo de que puedan dañar a otra persona de varias maneras, como hiriendo los sentimientos de una persona o incluso físicamente.
La gente se ríe de forma nerviosa cuando necesita proyectar dignidad y control durante los momentos de estrés y ansiedad. En estas situaciones, la gente suele reírse en un intento subconsciente para reducir el estrés y calmarse, sin embargo, a menudo funciona al revés. La risa nerviosa se considera a menudo una risa falsa e incluso aumenta la torpeza de la situación.
La gente puede reírse nerviosamente cuando siente estrés debido a que presencia el dolor de otros. Por ejemplo, en el experimento de obediencia de Stanley Milgram, se les dijo a los sujetos ("maestros") que mandaran una descarga eléctrica a los "aprendices" cada vez que respondieran incorrectamente a una pregunta. Aunque los "aprendices" no estaban siendo realmente electrocutados, los sujetos creían que así era. Al pasar por el estudio, muchos de los "sujetos mostraron signos de extrema tensión y conflicto". Milgram observó a algunos sujetos riendo nerviosamente cuando oyeron los "falsos gritos de dolor" de los estudiantes. En el libro Un breve recorrido por la conciencia humana, el neurocientífico V.S. Ramachandran sugiere que la risa se utiliza como un mecanismo de defensa para protegerse contra la ansiedad cuando esta es abrumadora. La risa a menudo disminuye el sufrimiento asociado con un evento traumático.
Si el individuo es tímido y se pone nervioso al hablar, es probable que muestre una risa nerviosa. Los individuos que son tímidos e introvertidos y se encuentran siendo el centro de atención de una conversación a menudo se "aturden" y les da la risa nerviosa; esta es una respuesta subconsciente causada porque el cerebro está sobrepensando debido a la ansiedad social o a la inexperiencia.